# Ferrante de' Rossi
Ferrante de' Rossi (San Secondo Parmense, 1545 circa – Boemia, 1618) è stato un militare italiano.

## Biografia
Figlio Giulio Cesare de' Rossi, nipote di Troilo I de' Rossi, marchese di San Secondo, e di Maddalena Sanseverino, nacque a San Secondo Parmense intorno al 1545. Stabilitosi a Mantova grazie al matrimonio con Polissena Gonzaga, figlia di Carlo Gonzaga di Gazzuolo, passò tutta la sua vita sotto le armi.
Nel 1566 era già al servizio di Cosimo de' Medici percependo un'entrata mensile. Partecipò quindi alla sesta guerra di religione francese prendendo parte all'assedio di Poitiers contro gli Ugonotti. Nel 1580 fu invece al servizio del re di Spagna Filippo II nella guerra di Portogallo. La sua fama crebbe e nel 1589 venne nominato dal Granduca di Toscana governatore generale della Cavalleria, essendo messo al comando di 43 uomini d'arme e di 400 cavalli, percependo un compenso annuo di 2000 scudi. Nello stesso anno il Granduca Ferdinando I de' Medici lo nominò il cavaliere dell'Ordine di Santo Stefano papa e martire.
Successivamente nel 1592 partecipò con il titolo di maestro di campo alla Lunga Guerra in Ungheria contro i Turchi insieme a Don Giovanni de' Medici. Durante la campagna fu al comando della roccaforte di Giavarino che difese con grande tenacia e abilità riuscendo anche in una sortita notturna contro il campo turco a fare strage di più di 2000 combattenti ottomani.
Dopo essere stato ricevuto con grandi onori dall'Imperatore Rodolfo II, tornò sul teatro bellico nel 1595 distinguendosi in differenti battaglie.
Nel 1602 passò al servizio della repubblica di Venezia in qualità di sovraintendente generale delle fortezze di Venezia in Albania e Dalmazia, combattendo ancora una volta contro i Turchi..
Dopo essersi ritirato morì nel 1618 secondo alcune fonti in Boemia, secondo altre a Brescia.

## Discendenza
Dalla moglie Polissena Gonzaga ebbe sei figli:
- Ferdinando
- Fulvia che sposò Pirro conte di Collalto
- Giulia che divenne monaca
- Orlando Carlo de' Rossi capitano di ventura
- Laura che divenne monaca
- Polissena

## Ascendenza
|                                                              |                                                          |                                                   | Genitori                                                  |  |  | Nonni |  |  | Bisnonni                                   |  |  | Trisnonni                                        |  |
|                                                              |                                                          |                                                   |                                                           |  |  |       |  |  | Giovanni de' Rossi, V conte di San Secondo |  |  | Pier Maria II de' Rossi, IV conte di San Secondo |  |
|                                                              |                                                          |                                                   |                                                           |  |  |       |  |  | Giovanni de' Rossi, V conte di San Secondo |  |  | Pier Maria II de' Rossi, IV conte di San Secondo |  |
|                                                              |                                                          | Antonia Torelli                                   |                                                           |  |  |       |  |  | Giovanni de' Rossi, V conte di San Secondo |  |  |                                                  |  |
| Troilo I de' Rossi, I marchese di San Secondo                |                                                          |                                                   |                                                           |  |  |       |  |  | Giovanni de' Rossi, V conte di San Secondo |  |  |                                                  |  |
|                                                              |                                                          | Angela Scotti Douglas                             | Francesco Scotti Douglas, conte di Carpaneto e Vigoleno   |  |  |       |  |  |                                            |  |  |                                                  |  |
|                                                              |                                                          | Angela Scotti Douglas                             | Francesco Scotti Douglas, conte di Carpaneto e Vigoleno   |  |  |       |  |  |                                            |  |  |                                                  |  |
|                                                              |                                                          | Angela Scotti Douglas                             | …                                                         |  |  |       |  |  |                                            |  |  |                                                  |  |
| Giulio Cesare de' Rossi                                      |                                                          | Angela Scotti Douglas                             |                                                           |  |  |       |  |  |                                            |  |  |                                                  |  |
|                                                              |                                                          | Girolamo Riario, signore di Imola e Forlì         | Paolo Riario                                              |  |  |       |  |  |                                            |  |  |                                                  |  |
|                                                              |                                                          | Girolamo Riario, signore di Imola e Forlì         | Paolo Riario                                              |  |  |       |  |  |                                            |  |  |                                                  |  |
|                                                              |                                                          | Girolamo Riario, signore di Imola e Forlì         | Bianca della Rovere                                       |  |  |       |  |  |                                            |  |  |                                                  |  |
| Bianca Riario                                                |                                                          | Girolamo Riario, signore di Imola e Forlì         |                                                           |  |  |       |  |  |                                            |  |  |                                                  |  |
|                                                              |                                                          | Caterina Sforza                                   | Galeazzo Maria Sforza, V duca di Milano                   |  |  |       |  |  |                                            |  |  |                                                  |  |
|                                                              |                                                          | Caterina Sforza                                   | Galeazzo Maria Sforza, V duca di Milano                   |  |  |       |  |  |                                            |  |  |                                                  |  |
|                                                              |                                                          | Caterina Sforza                                   | Lucrezia Landriani                                        |  |  |       |  |  |                                            |  |  |                                                  |  |
| Ferrante de' Rossi                                           |                                                          | Caterina Sforza                                   |                                                           |  |  |       |  |  |                                            |  |  |                                                  |  |
|                                                              | Gianfrancesco Sanseverino d'Aragona, II conte di Caiazzo | Roberto Sanseverino d'Aragona, I conte di Caiazzo |                                                           |  |  |       |  |  |                                            |  |  |                                                  |  |
|                                                              | Gianfrancesco Sanseverino d'Aragona, II conte di Caiazzo | Roberto Sanseverino d'Aragona, I conte di Caiazzo |                                                           |  |  |       |  |  |                                            |  |  |                                                  |  |
|                                                              | Gianfrancesco Sanseverino d'Aragona, II conte di Caiazzo | Giovanna da Correggio                             |                                                           |  |  |       |  |  |                                            |  |  |                                                  |  |
| Roberto Ambrogio Sanseverino d'Aragona, III conte di Caiazzo | Gianfrancesco Sanseverino d'Aragona, II conte di Caiazzo |                                                   |                                                           |  |  |       |  |  |                                            |  |  |                                                  |  |
|                                                              |                                                          | Barbara Gonzaga di Sabbioneta                     | Gianfrancesco Gonzaga, I conte di Sabbioneta              |  |  |       |  |  |                                            |  |  |                                                  |  |
|                                                              |                                                          | Barbara Gonzaga di Sabbioneta                     | Gianfrancesco Gonzaga, I conte di Sabbioneta              |  |  |       |  |  |                                            |  |  |                                                  |  |
|                                                              |                                                          | Barbara Gonzaga di Sabbioneta                     | Antonia del Balzo                                         |  |  |       |  |  |                                            |  |  |                                                  |  |
| Maddalena Sanseverino d'Aragona, IV contessa di Caiazzo      |                                                          | Barbara Gonzaga di Sabbioneta                     |                                                           |  |  |       |  |  |                                            |  |  |                                                  |  |
|                                                              |                                                          | Franceschetto Cybo, I conte di Ferentillo         | Papa Innocenzo VIII (Giovanni Battista Cybo)              |  |  |       |  |  |                                            |  |  |                                                  |  |
|                                                              |                                                          | Franceschetto Cybo, I conte di Ferentillo         | Papa Innocenzo VIII (Giovanni Battista Cybo)              |  |  |       |  |  |                                            |  |  |                                                  |  |
|                                                              |                                                          | Franceschetto Cybo, I conte di Ferentillo         | …                                                         |  |  |       |  |  |                                            |  |  |                                                  |  |
| Ippolita Cybo                                                |                                                          | Franceschetto Cybo, I conte di Ferentillo         |                                                           |  |  |       |  |  |                                            |  |  |                                                  |  |
|                                                              |                                                          | Maddalena de' Medici                              | Lorenzo "il Magnifico" de' Medici, III signore di Firenze |  |  |       |  |  |                                            |  |  |                                                  |  |
|                                                              |                                                          | Maddalena de' Medici                              | Lorenzo "il Magnifico" de' Medici, III signore di Firenze |  |  |       |  |  |                                            |  |  |                                                  |  |
|                                                              |                                                          | Maddalena de' Medici                              | Clarice Orsini di Monterotondo                            |  |  |       |  |  |                                            |  |  |                                                  |  |
|                                                              |                                                          | Maddalena de' Medici                              |                                                           |  |  |       |  |  |                                            |  |  |                                                  |  |